# Herbert Schlink
Sir Herbert Henry „Bertie“ Schlink (* 28. März 1883 in Wodonga, Victoria, Australien; † 30. November 1962) war ein australischer Mediziner, Krankenhausmanager und Gesundheitspolitiker. Er war auch als Wintersportler aktiv.

## Leben und Wirken
Herbert Schlink war ein Sohn des deutschen Händlers und späteren Weinbauern Albert Schlink. Albert Schlink wurde 1840 in Paderborn geboren, kam 1865 zum ersten Mal nach Australien, kehrte dann noch einmal nach Deutschland zurück und heiratete Maria Francesca geb. Trudewind, mit der er 1868 endgültig nach Australien übersiedelte. Dort wurde Herbert Schlink am 28. März 1883 als siebentes von acht Kindern geboren. Er besuchte die öffentliche Schule in Wodonga und bis 1900 das St. Patrick’s College in Goulburn, New South Wales. Auf dem St. John’s College der University of Sydney erlangte er den Bachelor of Medicine (M.B.) und 1907 den Master of Surgery (Ch.M.).
Am Royal Prince Alfred Hospital, einem Lehrkrankenhaus in Sydney, wurde er 1907 Junior Resident Medical Officer, 1909 Assistant Superintendent und 1911 Superintendent. 1912 eröffnete er eine eigene Praxis in der Macquarie Street in Sydney.
1908 trat er in das Australian Army Medical Corps ein und wurde 1914 Kommandeur einer Kompanie, die 1915 im Liverpool Military Camp eingesetzt war. Nach Untersuchungen im Bundesparlament wurde vom Obersten Richter George Rich festgestellt, dass es unpassend sei, einen Offizier deutscher Herkunft zum Kommandeur zu ernennen und Schlink wurde – trotz seiner Loyalitätserklärungen – aus dem Camp entfernt. Er wurde noch bis 1919 in der Offiziersliste geführt.
Ab 1922 war er gynäkologischer Chirurg am Royal Prince Alfred Hospital. Er spezialisierte sich auf die Behandlung von Unterleibskrebs, den er zunächst mit rein chirurgischen Eingriffen und später kombiniert mit Strahlentherapie durch Kobaltstrahlen behandelte. Er entwickelte statistische Methoden zur systematischen Nachbetreuung von Krebspatienten. 1928 besuchte er in Boston den Kongress des American College of Surgeons und hielt dort einen Vortrag über das Zigarettenrauchen von Frauen. 1927 war er Mitbegründer des Royal Australasian College of Surgeons. 1937 reiste er über den Sueskanal nach Griechenland und Neapel, von dort aus nach Russland, Frankreich, Skandinavien und England. In Paris machte er sich mit neuen technischen Möglichkeiten vertraut. 1939 erschien bei Angus & Robertson sein Lehrbuch Gynaecology, das 1949 und 1955 erneut in revidierten und erweiterten Auflagen aufgelegt wurde.
Herbert Schlink heiratete 1945 in der Saint Mary’s Cathedral die Ärztin Margaret „Meg“ geb. Mulvey (1916–2001). Er verstarb am 30. November 1962 und wurde in Mona Vale beerdigt.
Der australische Maler Frederick William „Fred“ Leist (1873–1945) malte Porträts von Schlink, die sich im King George V Memorial Hospital und im Royal Prince Alfred Hospital befinden. Der ungarisch-australische Bildhauer Andor Mészáros, den Schlink ab 1940 unterstützte, schuf 1944 im Auftrag von Schlink die Statue The Surgeon, die am Eingang des King George V Memorial Hospital aufgestellt wurde. Nach dem Tod von Schlink schuf er eine Büste, die sich im Royal Prince Alfred Hospital befindet.

### Gesundheitspolitische Tätigkeit
1925 wurde Schlink Direktor des Royal Prince Alfred Hospital; von 1934 bis 1962 war er Vorsitzender der Krankenhausverwaltung. In dieser Funktion betrieb er in Camperdown die Eröffnung des Gloucester Hauses, des King George V Memorial Hospital für Mütter und Babys (1958), eines Krankenschwesternhauses, einer neurochirurgischen und psychiatrischen Abteilung, des Page Brustpavillons und einer Krankenhauskapelle.
Er schlug vor, die Finanzierung von Krankenhäusern durch gemeinnützige Versicherungsprogramme zu ergänzen. 1932 war er ein Gründungsmitglied des Hospital Contribution Funds. 1936 führte er ein dreistufiges System von privater, mittlerer und öffentlich finanzierter Unterbringung ein. 1940 veröffentlichte er The hospital problem of the metropolitan and suburban area of Sydney. Unter seiner Leitung wurde das Royal Prince Alfred Hospital (genannt Schlinktown) zum führenden Lehrkrankenhaus des Landes.
1946 war er Gründungspräsident der Australian Hospital Association und gab von 1949 bis 1956 die Zeitschrift Australian Modern Hospital heraus. 1947 war er Mitgründer des Medical Benefits Funds of Australia. 1951 war er Gründungsmitglied der Blue Cross Association of Australia, wurde Ehrenmitglied der American Hospital Association und australischer Vertreter in der International Hospital Federation.
Gesundheitspolitisch beriet er auch die Politiker Earle Page und Robert Menzies.

### Außerberufliche Tätigkeit
Schlink betrieb aktiv Wintersport, er wurde auch als „Father of Australian Skiing“ bezeichnet. 1909 war er Stiftungsmitglied und bis 1920 Präsident des Kosciuzko Alpine Clubs. Im daraus hervorgegangenen Ski Club of Australia war er von 1920 bis 1930 Vizepräsident und ab 1931 Präsident. Ab 1910 war er Mitglied des Ski Clubs von Großbritannien und ab 1928 Ehrenmitglied des Kandahar Ski Clubs von Mürren in der Schweiz.
Am 28. Juli 1927 passierte er als Leiter der Gruppe mit Eric Fisher, William Gordon, William Hughes und John Laidley erstmals den Hauptkamm der Snowy Mountains von Kiandra zum Kosciuszko-Hotel. 1960 wurde der Pass zwischen Guthega und Geehi nach ihm Schlink Pass benannt. Die Schlink Pass Road von der Guthega Road am Snowy River bis zum Geehi Reservoir des Geehi River ist etwa 30 Kilometer lang, an ihr befindet sich auch die Berghütte Schlink Hut.
Schlink war auch Mitglied des Royal Sydney Golf Clubs in Rose Bay.

## Mitgliedschaften und Auszeichnungen
- 1929: Fellow der Royal Geographical Society in London
- 1951: Fellow des Royal College of Obstetricians and Gynaecologists in London
- 1954: Knight Bachelor

## Schriften
- Ski-ing experiences in Europe, 1929. Sydney & Melbourne Publications, Sydney 1929, OCLC 10265869.
- Present position of surgery, radium and X rays in gynaecology. 1936, OCLC 642695960.
- Gynaecology. Angus & Robertson, Sydney/London 1939.[13] Neuauflagen: 1949, 1955, OCLC 216729636.
- The hospital problem of the metropolitan and suburban area of Sydney. Australasian Medical Publishing, Sydney 1940, OCLC 217268342.
- mit W. D. Cunningham: Gynaecology lectures. Sections 1 & 2 to nurses in training. Repatriation General Hospital, Concord, N.S.W. 1950, OCLC 221060578.
- Cancer of the Cervix Uteri. Australian Results, 1930–1950. In: BJOG – An International Journal of Obstetrics and Gynaecology. 57, 5, 1950, S. 714–720, OCLC 5155910435.
- Cancer of the Female Pelvis. In: BJOG – An International Journal of Obstetrics and Gynaecology. 67, 3, 1960, S. 402–410, OCLC 5155938868.